# Symfonie nr. 12 (Mjaskovski)
De Russische componist Nikolaj Mjaskovski schreef zijn Symfonie nr. 12 in g-mineur "Oktober" in 1931-1932 ter viering van de 15e verjaardag van de Oktoberrevolutie van 1917.
De symfonie beschrijft de situatie op het platteland (vanuit Moskou gezien) als gevolg van die Russische Revolutie. Deel (1) is de situatie van voor; deel (2) van tijdens en deel (3) van na de revolutie. Dit alles is losjes gebaseerd op het gedicht De Proletariërs van Victor Goesev.
De première van dit werk werd niet gegeven onder leiding van een Rus, maar van de Britse dirigent Albert Coates, die als communistisch fellow traveller naar Rusland was vertrokken. Mjaskovski kon het niet vinden met de tempi die de Brit aanhield, maar een ruzie werd voorkomen doordat de componist geveld werd door een stevige griep.
Achteraf was Mjaskovski niet zo blij met zijn 12e symfonie. Gedurende het eerste vijfjarenplan werd particulier bezit (lees: grondbezit) opgeheven en werden grote gemeenschappelijke landbouwbedrijven, Kolchozen, opgezet waar alleen voor de staat gewerkt mocht worden. Afwijkende meningen werden niet toegestaan en er kwamen gedwongen volksverhuizingen aan te pas om die bedrijven te bemannen. Deze berichten bereikten echter niet de grote steden, waar men vol optimisme deze omslag aanmoedigde. Een paar jaar later kwam de repressie in de steden en op cultureel gebied. De symfonie nr. 13, het volgende werk, klinkt geheel anders.

## Delen
1. Andante – Adagio severo – allegro giocoso
2. Presto agitato
3. Allegro festivo e maestoso – adagio – allegro agitato

In deel (1) zit een passage in de klarinetpartij die gelijk is aan de opening door de fagot van Le Sacre du printemps van Igor Strawinski.

## Bron en discografie
- Tsjecho-Slowaaks Radio Symfonieorkest o.l.v. Robert Stankovsky (Marco Polo 8.223302)
- Academisch Symfonieorkest van de Russische Federatie o.l.v. Jevgeni Svetlanov (Russian Disc RDCD 00656 / Warner 2564 69689-8 / Olympia OCD 735

Symfonie nr. 1 · 2 · 3 · 4 · 5 · 6 · 7 · 8 · 9 · 10 · 11 · 12 · 13 · 14 · 15 · 16 · 17 · 18 · 19 · 20 · 21 · 22 · 23 · 24 · 25 · 26 · 27